# Bajkeři
Bajkeři jsou česká filmová komedie z roku 2017 režiséra Martina Koppa.

## Příběh
Nevlastní bratři Jáchym a David se svým kamarádem Sašou tráví většinu času na internetu a sociálních sítích. Dále mají velké problémy interagovat se ženami. Davidova nevlastní matka Tereza je všechny přinutí k dlouhému cyklovýletu. Během cesty potkávají dívky a zjišťují, že skutečný svět je lepší než ten virtuální.

## Obsazení
- Adam Mišík jako David
- Jan Komínek jako Jáchym
- Vojtěch Machuta jako Saša
- Hana Vagnerová jako Tereza
- Pavel Nečas jako trenér a podnikatel Roman Záhorský
- Celeste Buckingham jako rychlobruslařka Hanka
- Esther Lubadika jako rychlobruslařka Irča Blatenská
- Štěpánka Fingerhutová jako rychlobruslařka Alena
- Julie Šurková jako rychlobruslařka Monika
- Tomáš Matonoha jako podnikatel Patrik
- Vanda Hybnerová jako psycholožka Karolína
- Michal Suchánek jako Dušan
- Václav Postránecký jako bývalý hráč kolové a podnikatel Pavel Kaňák
- Dana Batulková jako Jarka
- Jakub Štáfek jako kombajnista Vojta/Július Lavický
- Vojtěch Záveský jako kombajnista Jára
- Petra Jungmanová jako Dagmar
- Jakub Uličník jako hospodský Mirda
- Milan Šteindler jako štamgast Viki
- David Suchařípa jako cyklista Zbyňa Tenkrát
- Linda Rybová jako Tentokrátová